# Carlos Alberto Pedraza Salcedo
Carlos Alberto Pedraza Salcedo (Bogotá, 1982 - Gachancipá, 19 de enero de 2015) fue un docente y líder social colombiano.
Fue víctima de desaparición forzada, su caso se encuentra en la impunidad.

## Biografía
Era licenciado en Ciencias Sociales de la Universidad Pedagógica Nacional, integrante del Proyecto Nunca Más, del Movimiento de Víctimas de Crímenes de Estado (MOVICE), de la Coordinación Regional del Movimiento Político de Masa Social y Popular del Centro Oriente de Colombia y del Congreso de los Pueblos que hace parte de la Cumbre Nacional Agraria, Campesina, Étnica y Popular. Participó en la campaña permanente contra la brutalidad policial, por la garantía de los derechos humanos y el desmonte del Escuadrón Móvil Antidisturbios (ESMAD).Estas organizaciones habían recibido amenazas del grupo paramilitar Águilas Negras.

## Desaparición y asesinato
El 19 de enero de 2015, salió de su residencia hacia Teusaquillo donde se reuniría con la Comercializadora Agropecuaria El Zipa, sin embargo no se supo nada sobre su paradero, posteriormente su familia fue contactada por agentes del estado con tres versiones diferentes sobre su paradero. Fue encontrado su cuerpo sin vida en un potrero en el barrio deshabitado San Bartolomé de Gachancipá (Cundinamarca).
La Comisión Interamericana de Derechos Humanos (CIDH) solicitó al gobierno colombiano investigar sobre su muerte.
A raíz de su asesinato y persecución su familia ha sido amenazada y exiliada.

## Homenajes
Desde su muerte su memoria se ha conmemorado en diferentes eventos en sectores populares donde trabajaba, en la Universidad Pedagógica Nacional y se han elaborado diversos murales con su rostro.